# Попов, Евгений Анатольевич (продюсер)
Евгений Анатольевич Попов (род. 16 мая 1969, Таллин) — российский продюсер, сценарист, киноактёр.

## Биография
Родился 16 мая 1969 года в Таллине (Эстонская ССР) в русской семье военнослужащего, военного моряка Попова Анатолия Павловича, родом из г. Севастополь.
Мать — Нинель Ивановна Попова (урожденная Овсянникова), родом из города Новосиль Орловской области, приехала на работу в Эстонию по распределению после окончания Орловского педагогического института, работала в 6-й средней школе г. Таллина учителем математики старших классов, а также завучем старших классов.
Старший брат Сергей Владимирович Попов, окончил МГИМО, занимался экспортом и импортом рыбы в ВАО «Соврыбфлот».
В 1986—1987 гг. по окончании средней школы, работал техническим служащим в КГБ Эстонской ССР.
В 1987—1989 гг. служил в советской армии, в войсках КГБ. В 1989 году переехал с семьей в Москву и поступил на контрразведывательный факультет Высшей школы КГБ СССР им. Ф. Э. Дзержинского и Академии пограничных войск.
В 1994 году окончил новообразованную Академию Министерства безопасности Российской Федерации (образована 24 августа 1992 года указом Президента РФ на базе Высшей Школы КГБ) с квалификацией «Правовед со знанием иностранных языков» (шведский, английский языки).
В 1994 году в звании лейтенанта поступил на службу во 2-е главное управление Федеральной службы контрразведки Российской Федерации. В том же году, в связи с реорганизацией органов КГБ-ФСК-ФСБ, вынужден был уволиться со службы в ФСК РФ.
С 1994 по 1999 год работал на разных торговых предприятиях на разных должностях. С 1996 по 1999 год работал директором по маркетингу российского представительства испанской компании Chupa Chups Trading Ltd., за три года создал 23 новых кондитерских интерактивных продукта для детей, 10 из них успешно работали в странах присутствия компании Chupa Chups за пределами России.
С 2002 по 2004 окончил Школу бизнеса «Синергия» при Российском Экономическом Университете им. Г. В. Плеханова с квалификацией МБА (Мастер делового администрирования).
В 2009 году окончил курсы сценаристов при Высших курсах сценаристов и режиссёров (мастерская Л.Голубкиной и О.Дормана).
В 2015—2017 гг. прошёл обучение в Православном Свято-Тихоновском Гуманитарном Университете на Факультете дополнительного образования (программа «Теология»).

## Кинематограф
В киноиндустрии Евгений Попов дебютировал в 2004 году как продюсер остросюжетного фильма «Не в деньгах счастье» в 4-х сериях; в 2005 году, выступил продюсером приключенческого фильма «Азирис Нуна».
В 2006 году спродюсировал сериал «Ликвидация» с Владимиром Машковым и Михаилом Пореченковым в главных ролях. В последующие годы выступил в роли продюсера фильмов «День радио» с «Квартетом И», «М.У.Р.» с Михаилом Ефремовым, «Исаев» с Даниилом Страховым, «Жизнь и судьба» с Сергеем Маковецким и «Икра» с Павлом Майковым — в картине «ИКРА» являлся соавтором сценария.
В 2022 году стартовал мультижанровый киножурнал «ВСЛУХ!», где Евгений Попов участвовал в роли автора идеи, сценариста, продюсера и актёра. К 2025 году было снято четыре сезона киножурнала.

### Студия «Дед Мороз»
В 2000 году Евгений Попов стал одним из основателей и генеральным директором студии «Дед Мороз» (ООО «ДМ Студио»). Первоначально студия занималась креативом, графическим дизайном, производством рекламных роликов и музыкальных клипов.
C 2001 по 2003 г.г. в рамках Студии «Дед Мороз» занимался издательской деятельностью, издавал по международной лицензии американского издательства Marvel Comics комиксы «Spider-Man», «X-Men», журнал комиксов «Дед Мороз» для российского рынка.
В 2003 году студия приняла участие в первом кинопроекте — 4-серийном телевизионном фильме «Медовый месяц», снятом по заказу компании «Синемафор».
В 2004 году «Дед Мороз» сняла свой первый телевизионный кинопроект — остросюжетный фильм «Не в деньгах счастье» в 4-х сериях.
2005 год стал дебютом студии в полнометражном кино. Студия «Дед Мороз» работала над производством семейного фантастического фильма «Азирис Нуна», снятого по повести Юрия Буркина и Сергея Лукьяненко «Сегодня, мама!», вошедшей в роман «Остров Русь».
В 2006 году студия приступила к разработке, продюсированию и производству многосерийного телевизионного фильма «Ликвидация». Картина была снята по заказу компании «Централ Партнершип».
Параллельно студия запустила в производство трёхсерийный документальный фильм «Норд-Ост. Обратная сторона успеха», посвящённого драматической истории российского мюзикла «Норд-Ост».
В 2007 году студия «Дед Мороз» приняла участие в работе над производством таких кинопроектов, как «День радио», «Кислород» и запустила в производство телевизионный многосерийный художественный фильм «Исаев», снятый по ранним произведениям Юлиана Семёнова. Фильм был создан для телеканала «Россия» по заказу компании «Централ Партнершип».
Также компания инициировала и спродюсировала телевизионные многосерийные фильмы «М.У.Р.», «Икра» по заказу АО «Первый канал» и «Жизнь и судьба» по одноимённому роману Василия Гроссмана.

### Студия «АРТОС»
В апреле 2022 года Студия «Дед Мороз» (ООО «ДМ Студио») была переименована в кинокомпанию «АРТОС» (ООО «АРТОС»). С этого года учредителями компании стали Евгений Попов (генеральный директор) и Константин Харалампидис (исполнительный директор).
В 2022 году кинокомпания «АРТОС» приняла участие в работе над телевизионным сериалом «Святыни России», созданном по заказу православного телеканала «СПАС».
В 2022 году Евгений Попов стал продюсером социального мультижанрового киножурнала «ВСЛУХ!», который кинокомпания «АРТОС» выпустила при поддержке Института развития интернета (АНО «ИРИ»). За прошедшие четыре сезона было снято 112 выпусков киножурнала, в которых Попов принял участие как продюсер, сценарист и актёр.
В 2022 году «АРТОС» приступил к работе над 8-серийным художественным фильмом «Семинаристы». Проект создаётся по заказу Фонда православного телевидения (телеканал «СПАС») при содействии Московской духовной академии.
В 2023 году кинокомпания «АРТОС» и Русско-греческая лаборатория по культуре и информации «АГОРА» приступили к работе над документальным фильмом «Феофан Грек».

## Семья
Жена — Попова Наталья Алексеевна, (род. 14 февраля 1964), психолог по образованию, преподавала психологию в средней школе.
Дети:
- Попова Александра Евгеньевна, (род. 18 мая 1995). Работает в международной консалтинговой компании.
- Попов Тимофей Евгеньевич, (род. 17 марта 2001). Работает в российском кинематографе.
- Попова Дарья Евгеньевна, (род. 28 сентября 2006). Воспитывает дочь.

## Фильмография
| Год  |     | Название                                   | примечание                 |
| ---- | --- | ------------------------------------------ | -------------------------- |
| 2004 | с   | Не в деньгах счастье                       | продюсер                   |
| 2006 | ф   | Азирис Нуна                                | продюсер                   |
| 2006 | док | «Норд-Ост. Обратная сторона успеха»        | продюсер                   |
| 2007 | с   | Ликвидация                                 | продюсер                   |
| 2008 | ф   | День радио                                 | продюсер                   |
| 2008 | ф   | Кислород                                   | продюсер                   |
| 2009 | с   | Исаев                                      | продюсер                   |
| 2012 | с   | Жизнь и судьба                             | продюсер                   |
| 2012 | с   | М.У.Р.                                     | продюсер                   |
| 2017 | с   | Икра                                       | продюсер, сценарист        |
| 2022 | с   | Святыни России                             | продюсер                   |
| 2022 | с   | ВСЛУХ! (киножурнал, 1-й сезон)             | продюсер, сценарист, актёр |
| 2022 | с   | Семинаристы (в производстве)               | продюсер                   |
| 2023 | с   | ВСЛУХ! (киножурнал, 2-й сезон)             | продюсер, сценарист, актёр |
| 2023 | док | «Феофан Грек»                              | продюсер                   |
| 2024 | с   | ВСЛУХ! (киножурнал, 3-й сезон, молодёжный) | продюсер, сценарист, актёр |
| 2024 | с   | ВСЛУХ! (киножурнал, 4-й сезон, семейный)   | продюсер, сценарист, актёр |

## Награды и номинации
Студия «Дед Мороз»
| 2001 |
| Диплом победителя в разделе «Реклама в городской среде» Всероссийского фестиваля городской рекламы                                                           |
| 2004 |
| Диплом победителя конкурса «Львёнок 2004» в номинации «За регулярность» в рамках Презентации 51-го Международного Фестиваля Рекламы CANNES LIONS 2004        |
| 2006 |
| Диплом XIV Международного кинофестиваля детских кинофильмов «Артек» за компьютерную графику и спецэффекты в фильме «Азирис Нуна»                             |
| Телевизионный художественный сериал «Ликвидация» |
| 2007 |
| Премия «Ника» в номинации «За достижения в телевизионном кинематографе»                                                                                      |
| 2008 |
| Премия «ТЭФИ» за лучший телевизионный художественный сериал (Сергей Урсуляк)                                                                                 |
| Премия «ТЭФИ» за лучшую мужскую роль (Владимир Машков) |
| Премия «Золотой Орёл» за лучший телевизионный сериал (более 10 серий) (Сергей Урсуляк)                                                                       |
| Премия «Золотой Орёл» за лучшую женскую роль на телевидении (Ксения Раппопорт)                                                                               |
| Премия «Золотой Орёл» за лучшую мужскую роль на телевидении (Владимир Машков)                                                                                |
| Премия «Золотой Орёл» за лучшую работу художника-постановщика (Людмила Ромашко, Александр Кондратов, Татьяна Лаптева)                                        |
| Телевизионный художественный сериал «Исаев» |
| 2010 |
| Национальная премия в области кинематографии «Золотой Орёл» за лучший телевизионный сериал (более 10 серий) (Сергей Урсуляк)                                 |
| Телевизионный художественный сериал «Жизнь и судьба» |
| 2012 |
| Премия в области кино и телевидения АПКиТ за лучшую сценарную работу (Эдуард Володарский)                                                                    |
| Премия в области кино и телевидения АПКиТ за лучшую музыку к телевизионному фильму (Василий Тонковидов поровну с Даниилом Юделевичем за фильм «Анна Герман») |
| Премия в области кино и телевидения АПКиТ за лучшую операторскую работу (Михаил Суслов)                                                                      |
| Премия в области кино и телевидения АПКиТ за лучшую работу художника-постановщика (Алим Матвейчук, Олег Ухов)                                                |
| Номинант Международной премии «Эмми» (International Emmy Award) в номинации «Лучший телефильм или мини-сериал»                                               |